# 恋する男たち (映画)
『恋する男たち』 （ 英： Men in Love ）は、2002年に製作された日本のオムニバス映画。池島ゆたか監督によるゲイ・ポルノ。
日本では、2003年（第12回）東京国際レズビアン&ゲイ映画祭（7月19日）にて上映された

## ストーリー
- 第1話「弟の恋人」
- 第2話「あいつの子供」

## キャスト
- 梨田竹雄：桜井雅也
- 葉山リク：竹本洋
- 梨田桃子：河村栞
- 秋彦：兵藤未来洋
- 和哉：石川雄也
- ユウキ：横須賀正一
- 本多：本多菊次朗
- 保育園ママ：山ノ手ぐり子
- 秋彦の同僚：神戸顕一